# Belmont (Misisipi)
Belmont es un pueblo del Condado de Tishomingo, Misisipi, Estados Unidos. Según el censo de 2000 tenía una población de 1.961 habitantes y una densidad de población de 160.4 hab/km².

## Demografía
Según el censo de 2000, había 1.961 personas, 799 hogares y 555 familias residiendo en la localidad. La densidad de población era de 160,4 hab./km². Había 895 viviendas con una densidad media de 73,2 viviendas/km². El 92,71% de los habitantes eran blancos, el 0,56% afroamericanos, el 6,22% de otras razas y el 0,51% pertenecía a dos o más razas. El 8,11% de la población eran hispanos o latinos de cualquier raza.
Según el censo, de los 799 hogares en el 34,0% había menores de 18 años, el 52,3% pertenecía a parejas casadas, el 12,6% tenía a una mujer como cabeza de familia y el 30,5% no eran familias. El 28,8% de los hogares estaba compuesto por un único individuo y el 14,9% pertenecía a alguien mayor de 65 años viviendo solo. El tamaño promedio de los hogares era de 2,45 personas y el de las familias de 2,97.
La población estaba distribuida en un 26,3% de habitantes menores de 18 años, un 8,6% entre 18 y 24 años, un 28,6% de 25 a 44, un 22,3% de 45 a 64 y un 14,3% de 65 años o mayores. La media de edad era 35 años. Por cada 100 mujeres había 91,7 hombres. Por cada 100 mujeres de 18 años o más, había 87,1 hombres.
Los ingresos medios por hogar en la localidad eran de 29.702 dólares ($) y los ingresos medios por familia eran 37.639 $. Los hombres tenían unos ingresos medios de 27.404 $ frente a los 20.192 $ para las mujeres. La renta per cápita para la ciudad era de 16.122 $. El 14,7% de la población y el 10,9% de las familias estaban por debajo del umbral de pobreza. El 16,2% de los menores de 18 años y el 16,0% de los habitantes de 65 años o más vivían por debajo del umbral de pobreza.

## Geografía
Según la Oficina del Censo de los Estados Unidos, la localidad tiene un área total de 12,3 km², todos ellos correspondientes a tierra firme.